# شهروز ملک‌آرایی
شهروز مُلک‌آرایی (زاده ۲۰ آذر ۱۳۲۰ – درگذشته ۲۹ دی ۱۴۰۱) دوبلور و بازیگر ایرانی بود. او در خانواده‌ای مذهبی که نمایندگی علمای قم در ملایر را به عهده داشت به دنیا آمد و در سال ۱۳۳۳ در ۱۳ سالگی به پیشنهاد یکی از دوستان خانوادگی‌اش به تهران آمد. وی دوران ابتدایی و راهنمایی تحصیل خود را در مدرسهٔ وحید در خیابان شوش تهران به تحصیل پرداخت.
ملک‌آرایی پس از ورود به تهران برای حضور در فعالیت‌های فرهنگی و هنری جامعهٔ تئاتر باربد به اسماعیل مهرتاش معرفی شد. او در آنجا ابتدا رشته آواز و سپس بازیگری تئاتر را در پیش گرفت. گویندگی ملک‌آرایی شامل نقش کاپیتان لینچ در کارتون ماجراهای گالیور و آقای ووپی در پویانمایی تنسی تاکسیدو می‌شود.

## کارنامه هنری
| شخصیت                             | اثر                          |                            |
| --------------------------------- | ---------------------------- | -------------------------- |
| اشتراسر، ژنرال آلمانی (کنراد ویت) | کازابلانکا                   | مدیر دوبلاژ: سعید شرافت    |
|                                   | ام ۱۹۳۱                      | مدیر دوبلاژ: وحید منوچهری  |
| فرعون (آخناتون) - (مایکل ویلدینگ) | سینوهه (مصری)                |                            |
| جک، پسر عموی ربه کا (جرج ساندرز)  | ربه کا                       | مدیر دوبلاژ: منوچهر زمانی  |
| ویلیام اسنایدر (چارلز دورنینگ)    | نیش                          |                            |
| یک پزشک                           | طلسم شده                     | ساخته آلفرد هیچکاک         |
| صاحب رستوران                      | آشپزباشی                     | مدیر دوبلاژ: عزت ا.. مقبلی |
| فیلیپ (فرانسوا کلوزه)             | دوباره زندگی (دست نیافتنی‌ها) |                            |

عموی گینام
خانواده جدید۲۰۱۲ کره جنوبی
مدیر دوبلاژ: زهره شکوفنده
| شخصیت                    | اثر                            | نکات                                                          |
| ------------------------ | ------------------------------ | ------------------------------------------------------------- |
| رئیس ناوارو              | ناوارو                         | مدیر دوبلاژ: بهرام زند                                        |
| پدر اوشین                | سال‌های دور از خانه             | مدیر دوبلاژ: ژاله علو                                         |
| آقای پتیبون (دیوید فاکس) | قصه‌های جزیره                   | مدیر دوبلاژ: رفعت هاشم پور                                    |
| عموی گینام               | خانواده جدید                   | مدیر دوبلاژ: زهره شکوفنده                                     |
| شخصیت                    | اثر                            |                                                               |
| آقای ووپی                | مارجراهای تنسی تاکسیدو و چاملی | مجموعه کارتون آمریکای دهه ۶۰ میلادی - مدیر دوبلاژ: صادق ماهرو |
| جان کوچولو               | رابین هود                      | مدیر دوبلاژ: احمد رسول زاده                                   |
| ببر آهنگر                | دهکده حیوانات                  | مدیر دوبلاژ: ژاله علو                                         |
| وزیر                     | سیندرلا                        | مدیر دوبلاژ: ژاله علو                                         |
| کاپیتان لینچ             | ماجراهای گالیور                | مدیر دوبلاژ: اکبر منانی                                       |
| شیطان بزرگ               | ماجراهای سندباد                | مدیر دوبلاژ: ناصر ممدوح                                       |
| کاپیتان اسماج            | جزیره ناشناخته                 | مدیر دوبلاژ: ژاله علو                                         |
| شردر/اوروکو ساکی         | لاک‌پشت‌های نینجا                | مدیر دوبلاژ: جواد پزشکیان                                     |
| پهلوان فرصت              | شکرستان                        | سرپرست گویندگان: شوکت حجت                                     |
| تیمور خان                | پهلوانان (فصل ۱تا۴)            | سرپرست گویندگان: حمیدرضا آشتیانی‌پور                           |

| نقش            | بازیگر       | اثر            | نکات                        |
| -------------- | ------------ | -------------- | --------------------------- |
| خالو حسین دشتی | شهروز رامتین | دلیران تنگستان | مدیر دوبلاژ: هوشنگ لطیف پور |

## سایر فعالیت‌ها
- آغاز فعالیت هنری از سیزده سالگی در تئاتر جامعه باربد
- بازی در تئاتر از ۱۳۳۲، در سینما از۱۳۴۰، در رادیو از ۱۳۷۰
- بازی در سریال‌های تلویزیونی: امام علی در نقش (قیس بن سعد)، داستان راستان، سردار جنگل و بگذار آفتاب برآید.
- بازی درچند فیلم سینمائی: ستاره هفت آسمون، گرگ صحرا، سردار جنگل.
- دوبله سریال (سایر): افسانه جومونگ (موپالمو آهنگر)، امپراتور دریا (مک بن)، گروه پلیس (ستوان جوزپه اینگرجولا). افسانه دونگی (رئیس کانون نوازندگان)

## اعتصابات
در دهه ۵۰ به دلیل کمبود دستمزد عده ای از دوبلورها اعتصاب کردند و خواستار بررسی وضعیت خود شدند یکی از این دوبلورها ملک آرایی بود. اما برخی از هنرپیشگان رادیو و تئاتر از جمله اکبر زنجان پور با همان دستمزد دعوت به کار دوبله شدند و اعتصابات را شکستند. پس از آن در دهه‌های اخیر نیز مجدداً دست به اعتصاب زدند و این‌بار دوبلورهایی چون چنگیز جلیلوند اعتصابات را شکستند و به سرانجام نرسید.